# Germain Derijcke
Germain Derijcke, né le 2 novembre 1929 à Bellegem et mort le 13 janvier 1978 à Bellegem, où il est enterré, est un coureur cycliste belge. Spécialiste des courses d'un jour, il a notamment remporté quatre des cinq « monuments » du cyclisme : Milan-San Remo, Paris-Roubaix, Liège-Bastogne-Liège et le Tour des Flandres. 

## Palmarès
- 1950
  -  Champion de Belgique militaires
- 1951
  -  Champion de Belgique interclubs
  - 23e étape du Tour de France
  - 2e de Liège-Bastogne-Liège
- 1952
  - 4e et 8e étapes du Tour d'Algérie
  - Bruxelles-Ingooigem
  - 5e de Paris-Bruxelles
- 1953
  - Tour d'Algérie :
    - Classement général
    - 3e et 8e étapes

  - Paris-Roubaix
  - 1re et 2e étapes du Tour du Maroc
  -  Médaillé d'argent du championnat du monde sur route
  - 3e de Gand-Wevelgem
  - 3e du Circuit des monts du sud-ouest
  - 3e de la Gullegem Koerse
  - 4e de Milan-San Remo
  - 7e du Challenge Desgrange-Colombo
- 1954
  - À travers la Belgique :
    - Classement général
    - 1re et 2eb (contre-la-montre) étapes

  - 1reb étape des Trois Jours d'Anvers
  - Flèche wallonne
  - 2e de Paris-Bruxelles
  - 2e du Grand Prix du Pneumatique
  - 4e du Challenge Desgrange-Colombo
  - 8e de Paris-Roubaix
  - 9e de Paris-Tours
- 1955
  -  Champion de Belgique interclubs
  - Milan-San Remo
  - Classement général des Trois Jours d'Anvers
  - 2e du Circuit Mandel-Lys-Escaut
  - 2e du championnat de Belgique sur route
  - 3e de Paris-Bruxelles
  - 3e du Grand Prix du Pneumatique
  -  Médaillé de bronze du championnat du monde sur route
  - 3e de Milan-Modène
  - 5e du Challenge Desgrange-Colombo
  - 9e du Tour des Flandres
  - 9e de la Flèche wallonne
  - 10e de Paris-Nice
- 1956
  -  Champion de Belgique interclubs
  - 2e et 3e étapes de Paris-Nice
  - 2eb étape des Trois Jours d'Anvers (contre-la-montre par équipes)
  - Circuit Mandel-Lys-Escaut
  - Circuit de Flandre centrale
  - Circuit des monts du sud-ouest
  - 2e du GP du Locle
  - 2e de Milan-Turin
  - 3e de Bruxelles-Ingooigem
  - 4e de Paris-Bruxelles
  - 6e du championnat du monde sur route
  - 6e du Tour des Flandres
  - 7e de Milan-San Remo
  - 7e de Paris-Roubaix
  - 8e du Challenge Desgrange-Colombo
- 1957
  -  Champion de Belgique interclubs
  - Tour d'Hesbaye
  - Liège-Bastogne-Liège (ex aequo avec Frans Schoubben)
  - Tour du Nord-Ouest de la Suisse
  - Trois vallées varésines
  - 3e du Grand Prix de Nice
  - 8e du championnat du monde sur route
- 1958
  -  Champion de Belgique interclubs
  - Grand Prix de Monaco
  - 4e étape du Tour de Sardaigne
  - Tour des Flandres
  - 3e de Paris-Nice
  - 10e de Milan-San Remo
- 1960
  -  Champion de Belgique interclubs

## Résultats sur les grands tours

### Tour de France
3 participations 
- 1951 : 43e, vainqueur de la 23e étape
- 1952 : abandon (3e étape)
- 1954 : hors délais (16e étape)

### Tour d'Italie
- 1958 : 54e